# Batalla de l'Illa Terceira
La batalla naval de l'Illa Terceira, també coneguda com a batalla de Ponta Delgada, Batalla de Vila Franca o Batalla naval de l'illa de São Miguel, va tenir lloc el 26 de juliol de 1582 en aigües de l'illa Terceira a les Açores, entre una esquadra dels regnes de les Espanyes de 26 naus, comandada per Álvaro de Bazán y Guzmán, i una altra esquadra francesa de 60 naus, comandada per l'almirall Filippo di Piero Strozzi, i acabà amb una aclaparadora victòria per als espanyols. Aquesta va ser la primera batalla naval de la història en què van participar galions de guerra.

## Antecedents
En 1580, després de la mort sense successió del rei Sebastià I de Portugal a la batalla de Kasr al-Kabir i la posterior mort d'Enric I de Portugal, el Cardenal, Felip II de Castella va ser reconegut com a rei de Portugal, amb el nom de Felip I de Portugal, per les Corts de Tomar. Aquest nomenament no va ser ben acceptat a França ni Anglaterra pel poder que significava per a la casa d'Àustria la unió dels imperis colonials dels regnes de les Espanyes i el Regne de Portugal, de manera que van donar suport a la causa d'António, el Prior de Crato, que també pretenia la corona de Portugal.
El 1580, després de la mort sense successió del rei Sebastià I de Portugal a la batalla de Kasr al-Kabir, i el posterior mort de Enric I el Cardenal, Felip II de Castella va ser reconegut com a rei de Portugal, amb el nom de Felip I de Portugal, per les Corts de Tomar.Aquest nomenament no va ser gaire ben acceptat a França ni Anglaterra, pel poder que significava per a la casa d'Àustria, de manera que van donar suport a la causa de Antonio, Prior de Crato, que també pretenia la corona de Portugal. Amb això intentaven evitar la unió dels imperis colonials d'Espanya i Portugal, el que convertia a Felip II en un dels monarques més poderosos de la Història.
Totes les possessions portugueses, llevat de les Illes Açores o Terceres, reconeixien Felip II com a rei de Portugal, i aquestes illes punt de recalada per a la flota de la plata d'Índies, on feien aiguada i queviures per continuar viatge a Espanya. Tot i no estar en guerra amb Espanya, França envià una flota a les Açores per donar suport al Prior.
El 1581 es presenten a Lisboa els comissaris de l'Illa de São Miguel per oferir la seva submissió a Felip II, de manera que s'envia a aquesta illa l'esquadra de Galícia, comandada per Pedro Valdés i formada per quatre naus grans i dues petites, amb 80 artillers i 600 infants. La seva missió era netejar el mar de corsaris i rebre les flotes d'Índies, per evitar que recalessin en territori enemic. I com que se sabia que la flota de l'Índia Oriental venia sota el comandament de Manuel de Melo, partidari del Prior de Crato, una altra de les seves missions era evitar que els agents del Prior contactessin amb ell.
En paral·lel es preparava a Lisboa una armada de 12 naus, que seria comandada per Galceran Fenollet i amb el mestre de camp Lope de Figueroa, la qual seguiria a la de Pedro Valdés, i portaria a São Miguel 2.200 soldats, amb la intenció de desembarcar a l'Illa Terceira.
El 30 de juny arriba Valdés a São Miguel, i el seu governador, Ambrosio de Aguiar, l'informa que a la Terceira s'han rebut armes i municions. Però la tripulació d'una caravel·la que havia interceptat li va dir que, si bé a la Tercera hi havia molts partidaris del Prior, aquests estaven mal armats. En donar per bona aquesta última informació, en comptes d'emprendre la seva missió d'esperar a la flota d'Índies, va efectuar un desembarcament amb 350 homes a prop d'Angra. El desembarcament va ser un fracàs i es van perdre més de 200 homes, entre ells un fill de Valdés i un nebot de Dom Álvaro de Bazán.
En arribar les flotes de Terra Ferma i Nova Espanya, amb 43 naus, Valdés va intentar convèncer els seus generals, D. Francisco de Luján i D. Antonio Manrique, d'efectuar un desembarcament conjunt a l'Illa Terceira. Aquests es van negar i van continuar viatge cap a Espanya, pel camí es van trobar amb la flota de Lope de Figueroa. Aquest els va donar aigua i els va escortar fins a Lisboa, amb la qual cosa frustrava les intencions de Melo, el qual, per la negligència de Valdés, havia rebut instruccions de dirigir-se a França.
Lope de Figueroa torna a les Açores i, a la vista del fracàs de Valdés, decideix no fer el desembarcament a la Terceira, en considerar que la guarnició de l'illa era superior a la inicialment estimada.
El març de 1582 es reforça l'Illa de São Miguel amb quatre naus guipuscoanes que porta Rui Díaz de Mendoza, i queden a càrrec de l'almirall portuguès Pedro Peijoto de Silva, que estava allà amb dos galions i tres caravel·les. El maig, nou naus franceses ataquen São Miguel. L'atac és rebutjat per les naus guipuscoanes, que van patir 20 morts a les seves files.

## Els preparatius
Al gener del 1582 Álvaro de Bazán y Guzmán, capità general de les galeres d'Espanya, rep l'encàrrec del rei, Felip II de Castella, de preparar una expedició naval que ha de conquerir el reducte enemic de les Açores occidentals. Els preparatius comencen a la primavera del mateix any. A Lisboa i Sevilla es construeixen els vaixells i es reuneixen les tropes amb soldats preferentment portuguesos, tot i que també n'hi ha d'espanyols, italians i alemanys. Però els preparatius es retarden perquè s'han de construir 80 barques planes - per al desembarcament de la infanteria -la fusta es va tallar a finals de febrer- i s'ha d'elaborar un patró que serveixi de model comú a les drassanes andaluses.
L'expedició havia d'estar composta per 60 naus de gran tonatge, amb els patatxos i embarcacions auxiliars corresponents, 12 galeres i les barques per al desembarcament. A part dels mariners, les tropes de terra serien entre 10.000-11.000 soldats, comandats pel mestre de camp general dom Lope de Figueroa. Durien provisions per a sis mesos, artilleria, carros de municions, mules i cavalls per atendre els serveis de transport.
El propòsit principal de l'expedició, segons les ordres del rei, era destruir les armades enemigues i conquerir les illes en poder dels rebels. L'objectiu principal era clar: derrotar la força naval adversària; i un cop aconseguit això, expugnar les illes.
Mentrestant, Caterina de Mèdici -que intentava arrossegar el seu fill Enric III a intervenir en la intriga contra Felip II de Castella - preparava el pla de campanya: Strozzi, després de conquerir l'illa de Madeira, ocuparia les Açores per al prior de Crato; després el mariscal Brissac s'apoderaria de les illes de Cap Verd; a l'agost, Filippo di Piero Strozzi hauria de reforçar la guarnició i dirigir-se al Brasil, que seria cedit a França pel pretendent quan aquest fos rei de Portugal.
No obstant això, en els contractes d'asiento amb els propietaris dels vaixells figura que s'utilitzarien per protegir els vaixells mercants, combatre els pirates o fer el que ordenés el rei o la reina mare. La notícia que Felip II de Castella estava preparant una expedició naval contra les illes Açores conduí a concentrar la força francesa per poder fer-li front en lloc de desenvolupar el pla esglaonat previst.
A Belle-Île-en-Mer s'aplegà una imponent flota de 64 vaixells, comandats i dotats amb l'elit de la marina de França, i 6.000 homes d'armes, organitzada per Strozzi com si fos una força d'infanteria: a les ordres de Brissac, elegit tinent general; de Borda, mariscal de camp, i Saint Souline i de Bus, com mestres de camp, entre els dos es reparteixen el comandament de les 55 companyies. 7 vaixells anglesos lliurats al pretendent formen també part de la flota de Strozzi.
Aquesta flota salpà el 16 de juny i després d'un mes de navegació els vaixells atracaren a la rada de São Miguel, en pensar els pilots que eren a l'illa de Santa Maria. Strozzi prengué llavors la decisió de desembarcar 1.200 homes per assetjar el fort de Ponta Delgada, i per bé que aconseguí un èxit inicial davant de la tropa que tractava de resistir-se al desembarcament, no aprofita l'ocasió de retre la plaça, i es veié obligat a reembarcar als seus soldats quan s'assabentà de la urgent presència de les naus de Dom Álvaro de Bazán y Guzmán.
Efectivament, en saber Felip II que havia sortit de França una esquadra rumb a les illes Açores, ordenà immediatament la sortida de l'esquadra de Bazán que es preparava a Lisboa. El 10 de juliol Dom Álvaro es feu a la mar, portant la seva insígnia al galió de 1.200 tones, el San Martín ; l'acompanyaven 27 naus i urques i 5 patatxos.

### Composició de les dues flotes
La flota espanyola estava comandada per Álvaro de Bazán y Guzmán, Marqués de Santa Cruz i Capità General de les Galeres d'Espanya. Manava dos galions del rei, 10 naus guipuscoanes, vuit portugueses i castellanes, 10 urques flamenques i una llevantina, així com cinc patatxos. Però dues de les urques van desaparèixer en la nit del 24 de juliol, tres naus es van endarrerir a Lisboa, la llevantina va arribar tard i un dels patatxos havia estat capturat, de manera que, en el moment del combat, només tenia 25 vaixells de guerra.
El comandament de la flota francesa el tenia Filippo di Piero Strozzi, fill de Piero Strozzi, Mariscal de França, i li secundava Charles de Brisac, Comte de Brisac, també fill de Mariscal de França. Es trobava en ella Dom Francisco de Portugal, comte de Vimioso. També hi havia un petit contingent anglès, comandat per Sir Howard d'Effingham. Duien 60 vaixells amb 6.000-7.000 infants i enarboraven la bandera blanca amb la flor de lis daurada.

### Arribada de la flota
El 21 de juliol arribà el marquès a l'Illa de São Miguel, amb només 27 naus i la meitat de la tropa prevista. Va enviar dos patatxos per notificar la seva arribada al governador i dir-li a l'almirall Peijoto que s'unís a la seva esquadra, i fondejà el 22 a Vila Franca do Campo per fer aiguada. El sorprengué la rebuda hostil dels vilatans: fins i tot els esquifs reberen alguna arcabussada. Però li digueren que eren lleials a Felip II i que haurien de dirigir-se a Ponta Delgada. Llavor arribà una caravel·la, la qual va comunicar que havia sortit de Lisboa amb dues caravel·les més i dues naus, que les dues caravel·les havien estat capturades pels francesos i que les naus havien aconseguit escapar com ells. Un dels patatxos va arribar amb les notícies de la captura dels dos patatxos que s'havien enviat a Ponta Delgada. Davant l'evidència de la presència de la flota francesa, accelerà l'aiguada i es feu a la mar, moment en el qual albirà més de 60 veles que estaven ocultes a l'altre costat de l'illa.

### Maniobres prèvies
La manca de vent deixà immòbils les dues esquadres immòbils i, amb la brisa del vespre, els espanyols es dirigiren cap a la mar i els francesos cap a terra.
A mitjanit arribà a la Capitana de Bazán una pinassa amb notícies de Ponta Delgada. El governador li comunicava els següents esdeveniments:
- Els francesos havien desembarcat amb 3.000 homes a l'illa el 15 de juliol, havien saquejat la vila de Lagoa i havien pres Ponta Delgada, excepte el castell.

- L'almirall Peijoto, en comptes de fer-se a la mar, s'havia acostat al castell, i havien resultat capturades les naus guipuscoanes i encallades en els esculls dues caravel·les i dos galions.

- La gent dels vaixells s'havia refugiat al castell, de manera que van poder resistir amb més de 500 homes. En veure que els francesos es retiraven, en comptes de fer-se forts a Ponta Delgada, van suposar que havia arribat l'esquadra espanyola, de manera que van despatxar la pinassa per avisar.

A l'alba, la flota francesa, que tenia sobrevent, intentà trencar la formació espanyola, sense aconseguir-ho. Repetí l'intent dues vegades més durant el matí, ja que a la tarda el vent tornà a encalmar-se, i deixà immòbils les dues flotes. A la matinada del 24, la situació seguia igual. A les quatre de la tarda, els francesos, en tres columnes, atacaren la rereguarda comandada per Miguel de Oquendo amb les seves cinc naus guipuscoanes. La prestesa de Bazán a tancar la formació feu fracassar l'atac, i els francesos es veieren obligats a retirar-se amb danys, però conservaren el sobrevent. Bazán donà ordre als seus vaixells que aquella nit, en pondre's la lluna, sense més ordres i sense llums, viressin per guanyar sobrevent, amb l'esperança de trobar-se a l'alba a sobrevent dels francesos, tal com va passar.
El matí del 25, es trobava per tant Bazán a sobrevent dels francesos, i a més la formació francesa estava desordenada, en estar-se reparant les avaries del combat de la tarda anterior. No obstant això, Bazán no pogué aprofitar aquesta oportunitat, ja que a les nou del matí, la nau de Cristóbal de Eraso, el seu segon en la línia de comandament, demanà auxili, ja que el seu vaixell s'havia desarborat. Bazán el remolcà i es perdé l'ocasió d'atacar.
A trenc d'alba del dia 26 de juliol, les dues flotes es trobaven a tres milles una de l'altra, i a 18 milles de l'Illa de São Miguel, amb la flota francesa a sobrevent. Seguien orsant, i semblava que aquell dia tampoc no hi hauria combat.

### Batalla
La tàctica francesa consistia a aïllar naus i capturar-les atacant en grup envoltant les preses i abordant, i la tàctica espanyola consistia que cada vaixell havia d'apropar-se en paral·lel, per tal que, en estar a curta distància, disparés els canons, fixés la nau i l'abordés, aprofitant la major altura de les bordes, especialment dels galions portuguesos.

### El galió San Mateo
Després del migdia, el galió San Mateo, que portava com a mestre de camp Lope de Figueroa s'apartà de la línia cap a sobrevent. Els francesos cregueren que poden aïllar-lo de la línia espanyola, i dirigiren cap a ell la Capitana, l'Almiralla i tres galions. Figueroa acceptà el combat, i sense disparar els seus canons, es veié abordat per la Capitana (per babord) i l'Almiralla (per estribord), mentre els altres tres galions li disparaven trets per proa i popa. Quan les dues naus estaven molt a prop, dispara la seva artilleria, produí grans danys als francesos, i repetí la descàrrega abans de l'abordatge. Col·locà tiradors escollits a les gàbies que escombraren a trets les cobertes franceses. El San Mateo queda sense eixàrcies ni veles, però mantingué el combat durant dues hores. Lope de Figueroa va haver d'ordenar no abordar la Capitana francesa, que s'havia rendit, per mantenir el combat amb l'Almiralla.

### La resta de les flotes
Els francesos atacaren la línia espanyola, que es mantingué en bon ordre. El marquès deixà anar el remolc que duia i s'atansà a donar suport al galió San Mateo, igual que el grup de rereguarda, que arribà abans. La nau Juana del capità Garagarza abordà la Capitana francesa, abarloada al galió, mentre Villaviciosa ho feia amb l'Almiralla. Cap allà es dirigiren les naus franceses, que s'amarraren a aquestes últimes, i es formà un grup de vaixells en què els homes combatien entre ells. Miguel de Oquendo es ficà a tota vela entre el San Mateo i l'Almiralla francesa, disparant contra ella en estar al mig. Amb aquesta maniobra, trencà les amarres i enfonsà el costat de la nau francesa, a la qual s'aferrava.
Quan arribà Dom Álvaro, en veient que els seus vaixells estaven dominant la situació i, en comprovar que la Capitana francesa, comandada per Filippo di Piero Strozzi, se separava del San Mateo, l'abordà, igual que la nau Catalina. En una hora, el vaixell francès es rendia.
En donar per perdudes l'Almiralla i la Capitana, els francesos que no estan travats a naus espanyoles es retiraren, i el combat acabà després de quatres hores d'haver començat.
Per part espanyola hi va haver 224 morts i 550 ferits, i, per bé que no es va perdre cap vaixell, tots van quedar amb avaries.
Per part francesa es van perdre 10 vaixells grans, i es calcula que hi va haver uns 1.000 morts, entre ells l'almirall Filippo di Piero Strozzi.

## Conseqüències
El dia 30 l'esquadra espanyola fondejà a Vila Franca do Campo, desembarcà ferits i presoners i començà les seves reparacions. S'inicià un judici contra els presoners, sota l'acusació de pirateria, ja que Espanya i França estaven oficialment en pau. Els francesos al·legaren que no eren pirates, i que tenien despatxos del rei de França, però Álvaro de Bazán y Guzmán va donar per falsos aquests documents, i els condemnà a mort. L'1 d'agost, a Vila Franca, van ser degollats 28 senyors i 52 cavallers, i penjats els soldats i mariners de més de 18 anys. Antonio, el Prior de Crato, fugí de l'Illa Terceira embarcant a les naus franceses fugitives.